# The Opposite from Within
The Opposite from Within – czwarty album studyjny niemieckiej grupy muzycznej Caliban, wydany 20 września 2004 nakładem Roadrunner Records. 
Materiał na płytę został nagrany w studio „The Room” w Göteborgu (Szwecja). Miksowanie i mastering wykonano w Backstage Productions w Ripley (Wielka Brytania).
Płytę promował singel pt. "The Beloved And The Hatred", do którego nakręcono także teledysk.
Płyta w sposób dobitny zapoczątkowała styl grupy, łączący agresywny krzyk wokalisty Andreasa Dörnera oraz melodyjny śpiew refrenów, wykonywany przez gitarzystę Denisa Schmidta.

## Lista utworów
1. "The Beloved and the Hatred" - 3:47
2. "Goodbye" - 4:01
3. "I've Sold Myself" - 3:58
4. "Stand Up" - 3:48
5. "Senseless Fight" - 3:57
6. "Stigmata" - 3:03
7. "Certainty... Corpses Bleed Cold" - 4:26
8. "My Little Secret" - 4:02
9. "One of These Days" - 3:18
10. "Salvation" - 3:52
11. "Diary of an Addict" - 5:33
12. "100 Suns" - 3:56

Utwór bonusowy na japońskiej wersji:
13. "Trapped in Time" - 4:00

## Twórcy
Skład zespołu
- Andreas Dörner – śpiew
- Denis Schmidt – gitara rytmiczna, śpiew melodyjny
- Marc Görtz – gitara prowadząca, wsparcie w projekcie graficznym
- Boris Pracht – gitara basowa, projekt okładki[4]
- Patrick Grün – perkusja

Udział innych
- Kay Seyda – śpiew dodatkowy w utworach na albumie
- Johannes „Jo” Formella (the dESTINY program) – śpiew dodatkowy w utworach "One Of These Days" i "Trapped In Time"
- Anders Fridén - produkcja muzyczna, nagrywanie
- Cecilia Kri – asystentka nagrywania i produkcji
- Andy Sneap - miksowanie, mastering
- Christoph Kater – wsparcie w projekcie graficznym
- Simon Bierwald – fotografie